# بيل ميلر (لاعب كرة سلة)
بيل ميلر (24 نوفمبر 1924 في الولايات المتحدة - 9 يوليو 1991) (بالإنجليزية: Bill Miller)‏ هو لاعب كرة سلة أمريكي في مركز هجوم صغير الجسم. لعب مع شيكاغو ستايغس وSt. Louis Bombers ‏.

## وصلات خارجية
- بيل ميلر على موقع إن بي أي (الإنجليزية)
- بيل ميلر على موقع سبورتس رفرنس (الإنجليزية)
- بيل ميلر على موقع كلية كرة السلة في سبورتس رفرنس.كوم (الإنجليزية)
- بيل ميلر على موقع ريلجم (الإنجليزية)
- بيل ميلر على موقع بروبوليرز (الإنجليزية)